# Cablikan
Cablikan is een bestuurslaag in het regentschap Batang van de provincie Midden-Java, Indonesië. Cablikan telt 1034 inwoners (volkstelling 2010).